# Calderdale
Calderdale est un district métropolitain dans le Yorkshire de l'Ouest, en Angleterre. Sa principale ville est Halifax.
Le district est majoritairement rural et couvre une partie des Pennines, mais il y a quelques villes industrielles dans l'est et quelques vallées. Calderdale tient son nom de la Calder, qui le traverse.

## Histoire
Le district a été formé le 1er avril 1974 par la fusion du district de Halifax, des districts de Brighouse, Todmorden et des districts urbains de Elland, Hebden Royd, Ripponden, Sowerby Bridge, et une partie des districts de Queensbury et Shelf.

## Villes et villages
- Brighouse
- Chiserley, Copley, Cornholme, Cragg Vale
- Elland
- Gauxholme, Greetland
- Hebden Bridge, Heptonstall, Hipperholme,Holywell Green
- Illingworth
- Lightcliffe, Luddenden, Luddendenfoot
- Midgley, Mill Bank, Mixenden, Mount Tabor, Mytholm, Mytholmroyd
- Northowram
- Ogden, Old Town, Ovenden
- Pellon, Portsmouth
- Ripponden, Rishworth
- Savile Park, Skircoat Green, Sowerby, Sowerby Bridge, Sowood Green, Stainland
- Todmorden, Triangle
- Wainstalls, Walsden, Warley Town, West Vale, Wholestone Hill